# Agrianthus
Agrianthus là một chi thực vật có hoa trong họ Cúc (Asteraceae).

## Loài
Chi Agrianthus gồm các loài: